# Santo Loku Pio Doggale
Santo Loku Pio Doggale (* 28. Dezember 1969 in Katiré) ist ein südsudanesischer Geistlicher und römisch-katholischer Weihbischof in Juba.

## Leben
Santo Loku Pio Doggale studierte Philosophie und Theologie am St Paul’s National Seminary in Khartoum. Der Erzbischof von Juba, Paulino Lukudu Loro MCCJ, spendete ihm am 7. Januar 2001 die Priesterweihe. Er war Persönlicher Sekretär von Erzbischof Lukudu Loro (2001–2004) und Seelsorger in Kworijik. Von 2004 bis 2006 war er Generalsekretär des Erzbistums Juba und von 206 bis 2010 Pfarrer in Terekeka.
Papst Benedikt XVI. ernannte ihn am 15. Dezember 2010 zum Weihbischof in Juba und Titularbischof von Equizetum. Der Erzbischof von Juba, Paulino Lukudu Loro MCCJ, weihte ihn am 20. Februar des nächsten Jahres zum Bischof; Mitkonsekratoren waren Erkolano Lodu Tombe, Bischof von Yei und Rudolf Deng Majak, Bischof von Wau. 
Santo Loku Pio Doggale ist als Kritiker der politischen Verhältnisse im Südsudan bekannt.